# Acier maraging
Les aciers maraging (mot-valise de martensitic ageing ou Martensite Age-Hardening, c'est-à-dire maturation ou vieillissement de la martensite) sont des alliages connus pour leur importante résistance et dureté, tout en gardant une bonne ductilité.
Ces aciers se distinguent notamment par le fait que leur résistance n'est pas due uniquement à leur teneur en carbone, mais est liée à la présence de précipités intergranulaires.

## Historique
À la fin des années 1950, les premiers aciers maraging ont été mis au point aux USA.

## Obtention
L'état maraging est obtenu par un revenu après trempe. La trempe de l'acier crée de la martensite, qui est une maille sursaturée en carbone. À l'état brut de trempe, cette martensite a une dureté de l'ordre de 800 HV. Lors du revenu, la martensite « rejette » une partie du carbone ; celui-ci se combine avec les éléments d'alliage pour former des précipités. Ces précipités germent là où il y a le « plus de place », c'est-à-dire aux joints de grain (voir l'article Tension superficielle). Le choix du temps et de la température permet de contrôler les propriétés du matériau fini. Les duretés obtenues se trouvent entre 400 et 600 HV.
La trempabilité est très bonne grâce aux fortes concentrations en éléments d’alliage et les vitesses de refroidissement peuvent généralement rester faibles.
Ces précipités s'opposent au mouvement des dislocations et provoquent donc un durcissement appelé durcissement structural.

## Principales nuances
L'élément d'alliage principal est le nickel, d'une teneur comprise entre 15 et 25 %. Des additions plus faibles de cobalt, de molybdène et de titane permettent la formation des précipités inter-granulaires. À l'origine, les aciers maraging comprenaient 20 à 25 % de nickel, avec des additions d'aluminium, de titane et de niobium.
L'alliage oxydable le plus fréquent contient 17 à 19 % de nickel, 8 à 12 % de cobalt, 3 à 5 % de molybdène et 0,2 à 1,6 % de titane. Les nuances inoxydables utilisent du chrome en plus forte teneur afin d'assurer une protection contre la corrosion.
Exemples :
- X2NiCoMo18-9-5 (1.6358, anciennement Z 2 NKDT 18-08-05), « Durnico », « Maraging C300 »[3] ;
- X2NiCrMoTi10-10-5 (1.6908), « Durinox » (acier inox)[4] ;
- Phynox (Elgiloy), superalliage austénitique durcissable à base de cobalt[5].

## Usinage
Pour éviter l'usure des plaquettes des outils de coupe, l’usinage des pièces en acier maraging s’effectue généralement sur l’état non vieilli. Le vieillissement est ensuite réalisé, la précipitation durcissante s’accompagnant d’un très faible changement de volume.

## Utilisation
L'acier maraging est utilisé pour fabriquer les lames de qualité supérieure en escrime sportive, son équilibre entre souplesse et dureté étant idéal pour permettre à la lame de se plier sans casser lors d'une touche, en évitant l'écueil d'être trop souple et de diminuer la précision de la pointe.
En aéronautique, l’acier maraging 250 MARVAL 18 est utilisé pour les arbres de turbine de moteurs. L’acier inoxydable martensitique à durcissement structural MLX17 est utilisé pour la fabrication de pièces de structure, notamment pour des gains de masse.